# Pilot (The Cleveland Show)
Pilot, titulado Piloto en España y Latinoamérica es el título del primer episodio del spin-off Padre de Familia, The Cleveland Show. El episodio fue emitido el 27 de septiembre de 2009 en el canal Fox Broadcasting Company. En el episodio, La trama Está centrada en Cleveland BrownQue se despide de sus amigos y abandona Quahog camino a Stoolbend, Virginia, acompañado por su hijo, Cleveland Jr. se reencuentra con Donna Tubbs, quien fuera la chica de sus sueños, Al final, Cleveland y Donna se casan.
El episodio fue escrito por Seth MacFarlane, Miguel Henry y Richard Appel y dirigido por Antonio Lioi. Fue visto por aproximadamente 9.42 millones de espectadores en su fecha de emisión.

## Sinopsis
Cleveland comunica a sus amigos que acaba de llegar la resolución de su divorcio con Loretta, recupera la custodia de su hijo pero debe abandonar su casa en un plazo corto de días. Antes de abandonar la casa, se despide de quienes hasta entonces fueron sus vecinos para marcharse a California para conseguir su sueño, convertirse en entrenador de ligas menores de béisbol. Llega el momento del triste adiós y Cleveland se pone en marcha en busca de sus nuevas aventuras
De camino, paran en Stoolblend, Virginia donde le enseña a Cleveland Jr. su antiguo instituto, allí se reencuentra con Donna, amor platónico de Cleveland cuando era estudiante, ahora trabajadora en el centro, Cleveland recuerda el amor que sentía por ella pero que resultó ser un amor no correspondido. Donna le invita a pasar unos días en su casa, allí conoce a sus hijos, Rallo de 5 años y Roberta, hija adolescente, ambos fruto de la relación entre la madre y Robert, hombre con quien se casó y el cual le abandonó despreocupándose de sus hijos, para más inri, Rallo resulta ser un chico travieso el cual ha sido expulsado del colegio por un acto de indecencia a su profesora, Cleveland se compromete a encarrilar la situación en pocos días, lo cual consigue con éxito, finalmente se gana el cariño de sus nuevos hijastros.
Al ver el éxito con el que su amigo de instituto ha encarrilado a sus hijos, Donna cree poder hacer lo mismo con Robert y le da una segunda oportunidad, esto a Cleveland no le hace gracia y se va junto a su hijo. Finalmente es convencido por su hijo para que vuelva y luche por ella. Al regresar, le confiesa su amor y le pide que no caiga en el error de nuevo de volver con el hombre equivocado. Donna descubre que Cleveland tiene razón al percatarse de las verdaderas intenciones de su ex y le deja por él. El episodio acaba con Cleveland y Donna contrayendo matrimonio y ambas familias se unen.

## Opening dePadre de Familia
El primer acto (con la excepción del tema de inicio) es similar al comienzo de cualquier episodio de Padre de familia. Estos son los ejemplos:
- Los créditos de inicio tienen el mismo diseño que los créditos de Padre de familia
- La música ambiental suena de manera idéntica en lugar de la música que utilizan en episodios posteriores de The Cleveland Show

Existen varias referencias a Padre de familia:
- Peter dice que Cleveland Jr. "ha crecido más deprisa que Kathleen Turner" como referencia al hijo de Cleveland que empieza la serie con 14 años y con sobrepeso, contradiciendo la imagen del personaje cuando aparecía en Padre de familia más delgado y joven.
- Los flashbacks durante el primer acto son muy similares, en lugar que los utilizados en The Cleveland Show
- Peter volando y destrozando la fachada de la casa de Cleveland haciendo que este caiga con del piso de arriba con su bañera es una referencia a varios episodios donde suceden escenas similares.
- Lois le pregunta a Cleveland, "Quién se va a encargar de la tienda que nunca decidiste montar", es una referencia a la tienda de Delicatessen de Cleveland, la cual no se ha visto desde Hell Comes to Quahog.
- Durante la explicación de por qué se va, Cleveland hace mención de varios episodios de Padre de familia, entre los que se encuentran Brian Goes Back to College y One If By Clam, Two If By Sea.

- Cleveland también hace mención de las recreaciones de las películas de Star Wars. Esto es una referencia a las parodias que desde la serie se hacen sobre la mencionada saga (Blue Harvest, Something, Something, Something, Darkside y It's a Trap).

- La frase de Stewie, "Que demonios!, y él consigue su propio programa" hace referencia a que Cleveland era el personaje de Padre de familia que pocos creían que llegase a tener su propio spin-off.

## Recepción
La reacción al episodio fue dispar, Según Nielsen, el estreno del episodio fue visto por 9.42 millones de espectadores y tuvo 4.9/12 entre la población demográfica de entre 18-49. Ahsan Haque de IGN le puso de nota al estreno de 8,3/10, sin embargo, actualmente tiene un rating de 57/100 en Metacritic.
La PTC, criticó frecuentemente a The Cleveland Show, en la serie Padre de Familia, el capítulo "Family Goy" llamó el episodio de estreno de la serie "El peor show de la semana" en la semana del 25 al 2 de octubre del 2009, debido al humor sexualmente explícito. Los autores pusieron un número de escenas, incluyendo en la escena donde Lois y Bonnie se besan explícitamente por petición de Cleveland, como último deseo; los comentarios de Cleveland a su hijo sobre los deseos sexuales de estudiantes en su secundaria; la exigencia de Cleveland con a una cita con Roberta que él trae su casa exactamente a tiempo (no para su seguridad, pero para su propia satisfacción sexual, según PTC indicó); y Cleveland después de intento de que Rallo vuelva a la escuela después de que él fue suspendido por echar verle los calzones a su maestra y a sus alumnas, Cleveland anima a Rallo que siga con su comportamiento. " Verdaderamente se convierte, este spin-off de Padre de Familia es como chupar el alma, nihilista, infantil, y grosero como su procedidor - la única diferencia que ser, esta porción de suciedad emitida una media hora antes, tan aún más chiquillos pueden sintonizar" esta fue la revisión de PTC.